# Vaux-les-Prés
Vaux-les-Prés – miejscowość i dawna gmina we Francji, w regionie Burgundia-Franche-Comté, w departamencie Doubs. W 2013 roku populacja gminy wynosiła 370 mieszkańców. 
W dniu 1 stycznia 2017 roku z połączenia dwóch ówczesnych gmin – Chemaudin oraz Vaux-les-Prés – utworzono nową gminę Chemaudin-et-Vaux. Siedzibą gminy została miejscowość Chemaudin. 